# Most-Híd (2009)
Most-Híd byla slovensko-maďarská politická strana působící na Slovensku, hájící zájmy nejen maďarské menšiny. Stranu založil Béla Bugár, bývalý předseda a zakladatel SMK, ze které odešel kvůli sporům s pozdějším vedením Pála Csákyho. Strana podporovala spolupráci mezi Slováky a Maďary. Zastupovala však všechny národnostní menšiny žijící na Slovensku.

## Historie

### Okolnosti vzniku
Skupina okolo Bély Bugára opustila SMK kvůli nespokojenosti s politikou vedení strany zhruba dva roky poté, co se jejím šéfem stal Pál Csáky. Bugár v této souvislosti řekl, že SMK se změnila ve stranu, která nemá srozumitelný program a vizi a neumí se vyjadřovat. Výsledkem toho se stala podle Bugára skutečnost, že stranu opouštějí významné osobnosti.
V červenci 2009 stranu podpořil bývalý ministr kultury Slovenské republiky Rudolf Chmel, který se stal následně jejím místopředsedou.

### Volby 2010
V červnu 2010 uspěl Most-Híd ve volbách se ziskem 8,12 % hlasů. Spolu s dalšími třemi stranami se tak podařilo vytvořit čtyřkoalici SDKÚ-DS, SaS, KDH a Most-Híd, která znamenala vznik vlády Ivety Radičové a přechod dosavadní vládní strany SMER-SD do opozice. Nástup Most-Híd mezi strany s přítomností v Národní radě znamenal také propad dosavadní strany hájící maďarské zájmy, kterou byla SMK. Její zisk 4,33 % byl hluboko pod předchozími úspěchy, mezi které patřila například účast v první i druhé vládě Mikuláše Dzurindy. Most-Híd, který se profiloval jako strana slovensko-maďarské spolupráce, uspěl sice silně v okresech s maďarskou menšinou (jakými jsou například Dunajská Streda nebo Komárno), oslovil však i část voličů slovenské národnosti.
V nově vzniklé středopravicové vládě strana získala pozici místopředsedy vlády pro lidská práva a menšiny, kterým se stal Rudolf Chmel, dále ministerstvo zemědělství obsazené Zsoltem Simonem a obnovené ministerstvo životního prostředí s Józsefem Nagyem.

### Po roce 2012
V předčasných parlamentních volbách v roce 2012 se strana se ziskem 6,89 % stala čtvrtým nejsilnějším parlamentním subjektem, po vzniku druhé vlády Roberta Fica však zůstala v opozici. Ve volbách v roce 2016 Most-Híd získal 6,50 % a stal se součástí třetí Ficovy vlády: tři křesla obsadili Lucia Žitňanská (ministryně spravedlnosti), Árpád Érsek (ministr dopravy, výstavby a regionálního rozvoje) a László Sólymos (ministr životního prostředí).
V parlamentních volbách v roce 2020 se strana se ziskem 2,05 % nedostala do parlamentu, načež Béla Bugár rezignoval na funkci předsedy. V květnu 2020 se novým předsedou stal László Sólymos.
V září 2021 se strana po volebních neúspěších sloučila s dalšími stranami hájícími zájmy maďarské menšiny do strany SZÖVETSÉG–ALIANCIA, později přejmenované na Maďarská aliancia.
V květnu 2023 však bývalé vedení Most-Híd Aliancii opustilo a převzalo stranu Maďarská kresťanskodemokratická aliancia, kterou přejmenovalo na Most-Híd 2023.

## Volební výsledky

### Volby do Národní rady Slovenské republiky
| Volby | Počet hlasů | Hlasy v % | Počet mandátů | Mandáty v % | Úloha v parlamentu |
| ----- | ----------- | --------- | ------------- | ----------- | ------------------ |
| 2010  | 205 538     | 8,12      | 14            | 9,33        | Vláda              |
| 2012  | 176 088     | 6,89      | 13            | 8,66        | Opozice            |
| 2016  | 169 593     | 6,50      | 11            | 7,3         | Vláda              |
| 2020  | 59 174      | 2,05      | 0             | 0           | Mimoparlamentní    |

### Volby do Evropského parlamentu
| Volby | Počet hlasů | Hlasy v % | Počet mandátů | Politická skupina Evropského parlamentu | Evropská politická strana |
| ----- | ----------- | --------- | ------------- | --------------------------------------- | ------------------------- |
| 2009  | —           | —         | 0             | —                                       | —                         |
| 2014  | 32 708      | 5,83      | 1             | Evropská lidová strana                  | Evropská lidová strana    |
| 2019  | 25 562      | 2,59      | 0             | Evropská lidová strana                  | Evropská lidová strana    |

### Zánik strany
Po parlamentních volbách 2020 strana Most-Híd schválila na sněmu v Tvrdošovcích v září 2021 rozpuštění strany a její sloučení do slovensko-maďarské strany SZÖVETSÉG–ALIANCIA.